# Annona mucosa
Annona mucosa este o specie de plante angiosperme din genul Annona, familia Annonaceae, descrisă de Nikolaus Joseph von Jacquin. Conform Catalogue of Life specia Annona mucosa nu are subspecii cunoscute.